# ミャンマーの宗教
ミャンマーの宗教（ミャンマーのしゅうきょう）について論じる。ミャンマーにおいてもっとも有力な宗教は仏教であるが、ほかにキリスト教・イスラム教・ヒンドゥー教、あるいはアニミズムの信者も一定数存在する。また、仏教に加えて各種の民間信仰も信仰されており、ナッ信仰とウェイザー信仰がその代表的な例である。

## 宗教人口
2014年度国勢調査によれば、ミャンマー国内の宗教人口は以下の通りである。同調査はミャンマー国内で31年ぶりにおこなわれた国勢調査であるものの、一部地域においては調査が実施できなかった。カチン州・カイン州（カレン州）においては一部の地域に調査員が入れなかったほか、ラカイン州においては仏教国粋主義者の抗議を受けた結果として、政府は「ロヒンギャ」と自認する国民を国勢調査の対象とみなさなかった。国勢調査においては、ラカイン州の非集計人口推計値である1,090,000人はイスラム教徒と仮定されているが、カチン州・カイン州については仮定のための根拠が乏しかったため、全体の数値からは除外されている。ほとんどの地域において、もっとも信仰されているのは仏教であるが、チン州ではキリスト教徒が多数派となる。また、カヤー州・カチン州においてもキリスト教徒が多い。イスラム教徒はすべての地域に存在するものの、ラカイン州において最も多い。
| 地域/宗教          | 仏教       | 仏教 | キリスト教 | キリスト教 | イスラム教 | イスラム教 | アニミズム | アニミズム | ヒンドゥー教 | ヒンドゥー教 | その他 | その他 | 無宗教 | 無宗教 | (非集計) | (非集計) |
| 地域/宗教          | 人口       | %    | 人口       | %          | 人口       | %          | 人口       | %          | 人口         | %            | 人口   | %      | 人口   | %      | 人口     | %        |
| ------------------ | ---------- | ---- | ---------- | ---------- | ---------- | ---------- | ---------- | ---------- | ------------ | ------------ | ------ | ------ | ------ | ------ | -------- | -------- |
| カチン州           | 1,050,610  | 62.2 | 555,037    | 32.9       | 26,789     | 1.6        | 3,972      | 0.2        | 5,738        | 0.3          | 474    | 0      | 221    | 0      | 46,600   | 2.8      |
| カヤー州           | 142,896    | 49.9 | 131,237    | 45.8       | 3,197      | 1.1        | 5,518      | 1.9        | 269          | 0.1          | 3,451  | 1.2    | 59     | 0      | 0        | 0        |
| カイン州           | 1,271,766  | 80.8 | 142,875    | 9.1        | 68,459     | 4.3        | 1,340      | 0.1        | 9,585        | 0.6          | 10,194 | 0.6    | 107    | 0      | 69,753   | 4.4      |
| チン州             | 62,079     | 13   | 408,730    | 85.4       | 690        | 0.1        | 1,830      | 0.4        | 106          | 0            | 5,292  | 1.1    | 74     | 0      | 0        | 0        |
| ザガイン地方域     | 4,909,960  | 92.2 | 349,377    | 6.6        | 58,987     | 1.1        | 89         | 0          | 2,793        | 0.1          | 2,928  | 0.1    | 1,213  | 0      | 0        | 0        |
| タニンダーリ地方域 | 1,231,719  | 87.5 | 100,758    | 7.2        | 72,074     | 5.1        | 576        | 0          | 2,386        | 0.2          | 567    | 0      | 321    | 0      | 0        | 0        |
| バゴー地方域       | 4,550,698  | 93.5 | 142,528    | 2.9        | 56,753     | 1.2        | 4,296      | 0.1        | 100,166      | 2.1          | 12,687 | 0.3    | 245    | 0      | 0        | 0        |
| マグウェ地方域     | 3,870,316  | 98.8 | 27,015     | 0.7        | 12,311     | 0.3        | 3,353      | 0.1        | 2,318        | 0.1          | 1,467  | 0      | 275    | 0      | 0        | 0        |
| マンダレー地方域   | 5,898,160  | 95.7 | 65,061     | 1.1        | 187,785    | 3          | 188        | 0          | 11,689       | 0.2          | 2,301  | 0      | 539    | 0      | 0        | 0        |
| モン州             | 1,901,667  | 92.6 | 10,791     | 0.5        | 119,086    | 5.8        | 109        | 0          | 21,076       | 1            | 1,523  | 0.1    | 141    | 0      | 0        | 0        |
| ラカイン州         | 2,019,370  | 63.3 | 36,791     | 1.2        | 1,118,731  | 35.1       | 2,711      | 0.1        | 9,791        | 0.3          | 759    | 0      | 654    | 0      | 0        | 0        |
| ヤンゴン地方域     | 6,697,673  | 91   | 232,249    | 3.2        | 345,612    | 4.7        | 512        | 0          | 75,474       | 1            | 7,260  | 0.1    | 1,923  | 0      | 0        | 0        |
| シャン州           | 4,755,834  | 81.7 | 569,389    | 9.8        | 58,918     | 1          | 383,072    | 6.6        | 5,416        | 0.1          | 27,036 | 0.5    | 24,767 | 0.4    | 0        | 0        |
| エーヤワディ地方域 | 5,699,665  | 92.2 | 388,348    | 6.3        | 84,073     | 1.4        | 459        | 0          | 5,440        | 0.1          | 6,600  | 0.1    | 244    | 0      | 0        | 0        |
| ネピドー連邦領     | 1,123,036  | 96.8 | 12,293     | 1.1        | 24,030     | 2.1        | 20         | 0          | 516          | 0            | 286    | 0      | 61     | 0      | 0        | 0        |
| 合計               | 45,185,449 | 87.8 | 3,172,479  | 6.2        | 2,237,495  | 4.3        | 408,045    | 0.8        | 252,763      | 0.5          | 82,825 | 0.2    | 30,844 | 0.1    | 116,353  | 0.2      |

## 各宗教の動向

### 仏教

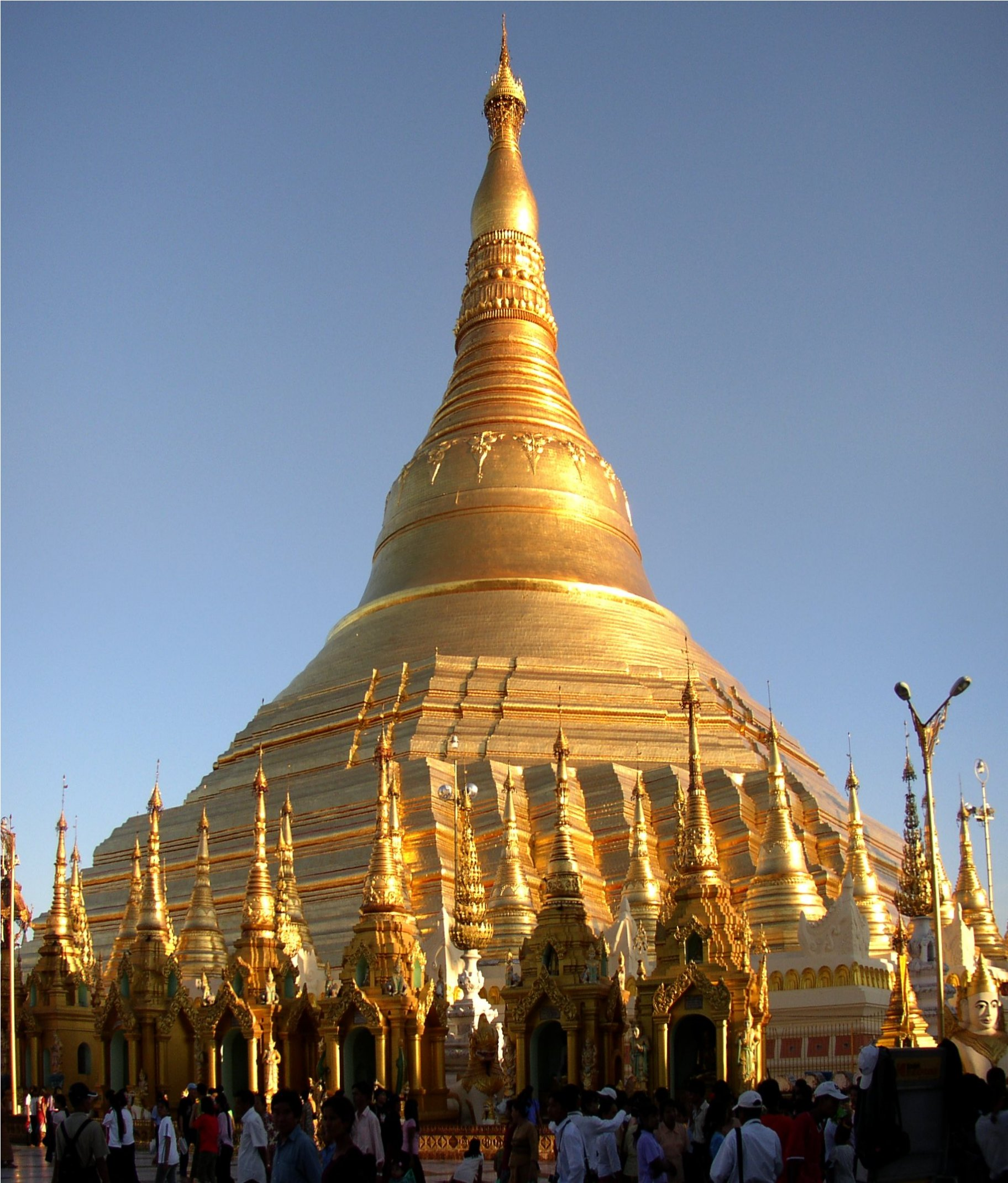
シュエダゴン・パゴダ（ヤンゴン）

ミャンマー国民の90%近くが仏教を信仰しており、マグウェ地方域においてはその割合は98.8%にのぼる。人口に占める僧侶の割合や、収入に占める布施の割合などから、ミャンマーはもっとも敬虔な仏教国のひとつに数えられる。ほとんどは上座部仏教の信徒であり、ミャンマーの国民文化には仏教文化や仏教的倫理を基盤とするものが多い。上座部仏教はサンガ（僧団）を中心とする宗教であり、仏教徒の男子の多くは10歳前後で出家し、短期間を僧院で暮らす。また、同国の年始にあたるティンジャン（灌水祭）の期間中に一時的に出家するものも多い。ミャンマー政府の公認する9宗派はトゥダンマ派・シュエジン派・マハードワーヤ派・ムーラドワーヤ派・ウェルウイン派・フゲットゥイン派・マハーイン派・ガナウイアックトー派・アナウッチャウンドワーヤ派であるが、小島敬裕の論じるように、実際にはこれ以外にも無数の教派が存在する。また、華人を中心に、大乗仏教も信仰されている。
ミャンマーにおける仏教の歴史は、『玻瑠王宮大御年代記』に記されるような、釈迦族がミャンマー最初の王朝であるタガウン朝を建立したといった伝説を考慮せずとも古く、1世紀ごろから栄えたピューの都市国家であるスリクセトラやベイッタノーなどの仏教遺跡が残っている。また、モンもビルマ族の到来以前よりインド文化圏と交流し、仏教文化を吸収していた。ピューや、ビルマ人の王朝であるバガンでは上座部仏教に限らず大乗仏教・ヒンドゥー教などの多宗教が信仰されていたが、11世紀には、アノーヤター王によってアリー僧が浄化され、上座部仏教国であったモンのタトン王朝より多くの比丘が招聘されたという。同王の時代にバガン王朝は上座部仏教国としての体裁をととのえたものの、寺領の拡張にともない王朝は弱体化し、14世紀には王統が途絶える。その後あらわれた諸王朝はいずれも仏教国であり、国王はサンガに対して寄進をおこなうとともに、異端と認定された宗派を奉じる僧を追放した。19世紀に英緬戦争を通じて王朝時代が終了して以降、このような王と僧団の関係は崩れた。イギリス政府は国内における政治団体の結成を禁じたものの、宗教団体についてはその限りではなかったため、ウ・オッタマといった僧侶、あるいは仏教青年会といった団体により、仏教ナショナリズムに基づく政治運動がおこなわれた。
ビルマ連邦の独立後、初代首相であるウー・ヌは仏教を再び国教としようと試みたが、これはカチンといったキリスト教を信仰する少数民族勢力の反感を買うこととなった。仏教を中心とする国民統合の試みはミャンマー（ビルマ）だけでなくタイ・ラオス・カンボジアといった周辺諸国でも見られたが、ミャンマーにおいて政府主導のサンガ組織（サンガ・マハ・ナヤカ委員会）が形成されたのは、これらの国と比較しても最も遅い1980年のことであった。ミャンマーは世俗国家であり、国教は存在しないものの、2008年に制定されたミャンマー連邦共和国憲法においては仏教に「特別の名誉ある宗教」としての地位が定められている。

### キリスト教

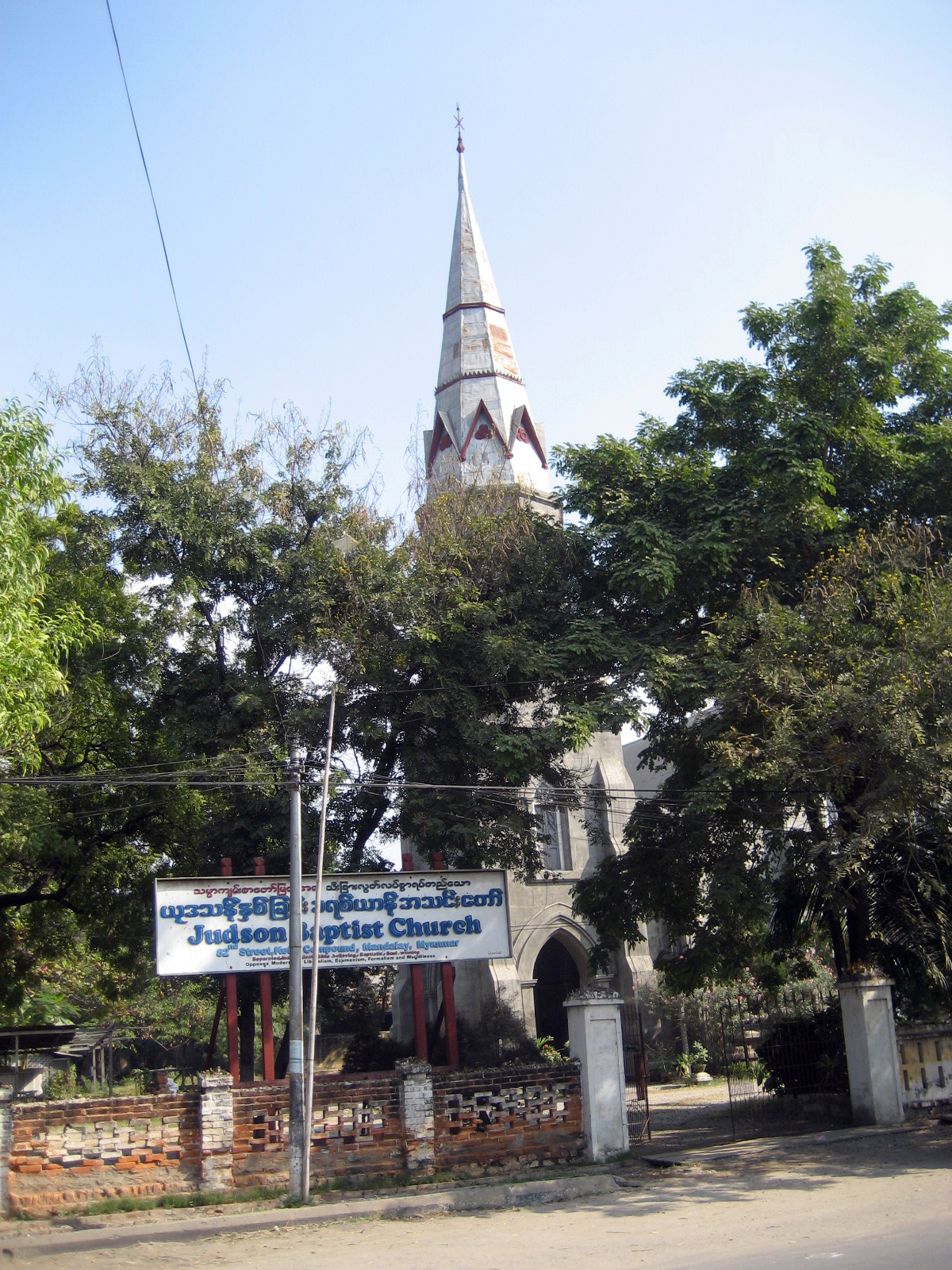
ジャドソン記念バプテスト教会（マンダレー）

2014年度国勢調査によれば、ミャンマー国民の6.2%がキリスト教徒である。カレン・カチン・チン・カヤー・ラフ・ナガといった、国内少数民族の多くがキリスト教を信仰しており。チン州の85.4%、カヤー州の45.8%、カチン州の32.9%を占める。プロテスタントが最も多く、その多数を福音派とペンテコステ派が占める。ローマ・カトリックも一定数存在する。
ミャンマーへのキリスト教の宣教は16世紀より企図されていたが、実際に本格的な宣教が始まるのは1722年にインノケンティウス13世がカトリック・バルナバ会の宣教師を派遣して以降である。1813年には、アメリカのバプテスト派宣教師であるアドニラム・ジャドソン夫妻がプロテスタントの宣教をおこなったものの、上座部仏教が深く根付く同地における宣教はほとんど成功しなかった。ジョージ・ボードマンはカレンの居住地域を中心に宣教を進め、1831年に彼が亡くなるとジャドソンが同地での布教を受け継いだ。1850年までには7,000人がキリスト教に帰依した。バプテストによる宣教は、1850年代にはカレンのみならずパオ・カヤーといったカレン諸族にも広がったほか、チンに対する宣教もはじまった。1860年代にはシャンに対する宣教がはじまった。また、1870年代には超教派プロテスタント伝道団体である中国内地会のジョン・スティーブンソンとへンリー・ ソルトーがカチンに対する宣教をはじめた。1900年代中葉にはミャンマー国内にはおよそ40万人のキリスト教徒が存在し、その多くがカチンであった。植民地時代、カチンをはじめとする少数民族はキリスト教にもとづく民族アイデンティティを醸成していった。
現代ミャンマーにおいては、軍部によるキリスト教徒の少数民族の迫害がおこなわれていることが報道されている。たとえば、2000年代にはチン州各地において当局による十字架の破壊と仏塔の建設がおこなわれた。2022年には、カチンバプテスト連盟会長であるカラム・サムソン（Hkalam Samson）が、ドナルド・トランプアメリカ大統領と面会し（2019年）、ミャンマー国内におけるキリスト教徒の迫害について証言し、訴追された。キリスト教迫害監視団体であるオープン・ドアーズの、2021年の報告書によれば、ミャンマーは世界で18番目にキリスト教徒に対する迫害が激しい国家である。

### イスラム教

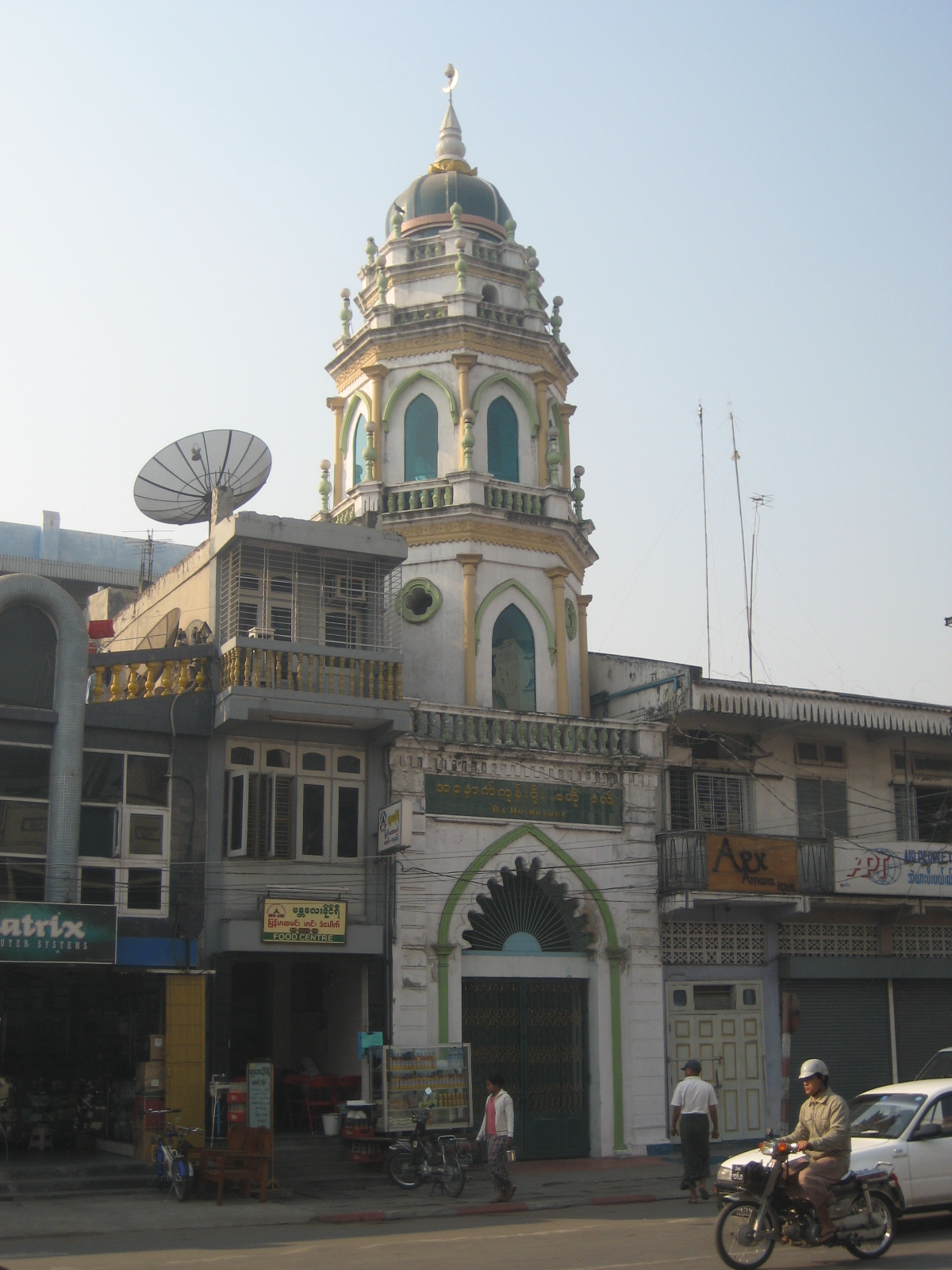
West Kone Yoe Central Mosque（マンダレー）

2014年度国勢調査によれば、ミャンマー国民の4.3%がイスラム教を信仰している。ラカイン州の35.1%がイスラム教徒である。この国勢調査の結果に関しては、ミャンマーイスラム教評議会のティンマウンタンより、イスラム教徒が国民登録カードを取得する煩雑さから多くのイスラム教徒が「仏教徒」と申告しているゆえ、過小評価となっているという異論も出ている。ミャンマー国内のイスラム教徒の9割ちかくがインドにルーツを持ち、おおむねその半数がロヒンギャである。ミャンマー政府はムスリムの土着民族として、ラカイン州のカマン族・中国系ムスリムであるパンゼー・マレー系ムスリムであるパシューを認定している。国内のムスリムの多くはスンニ派であるが、シーア派との関係も険悪ではない。
ミャンマーにおけるイスラム教徒の進出は9世紀ごろにまで遡り、イブン・フルダーズベは当時同地でおこなわれていたイスラム商人の交易について記している。ミャンマーには王朝時代よりインドやアラブ、ペルシャなどからの商人、あるいはインドの諸王国との争いにより連れてこられた捕虜といった、さまざまな背景を持つムスリムが流入していた。イギリス植民地時代にはインド系のイスラム教徒が多数ビルマに入植した。また、19世紀頃より、雲南省よりパンゼーがミャンマーに移住しはじめた。
インド系の移民が財力をつけていくとともに、ビルマ人の反ムスリム感情も高まり、世界恐慌によりビルマ経済が悪化した1930年代には大規模な暴動も発生した。古くから土着していたムスリムは「バマー・ムスリム」と名乗り、新規の移民と自らを区別しようとした。2012年以降、特にラカイン州においては反イスラム感情に基づく暴動が起きており、969運動といった仏教徒勢力による反イスラム運動もおこなわれるようになっている。

### ヒンドゥー教

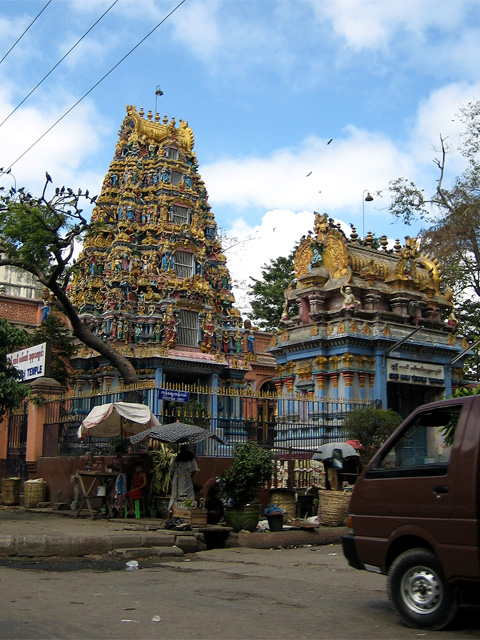
シュリカリ寺院（ヤンゴン）

2014年度国勢調査によれば、ミャンマー国民の0.5%がヒンドゥー教を信仰している。
古代ビルマにおいては仏教などとともにヒンドゥー教が信仰されており、たとえばバガンには11世紀に建立されたナトラウンチャウン寺院といった、ヒンドゥー教寺院の遺構が残っている。とはいえ、バガン王朝時代の宗教改革運動（#仏教）を通じて、上座部仏教以外の信仰は廃れた。現代ミャンマーにおいて、ヒンドゥー教を侵攻しているのはおもに南アジア出身者（インド系ビルマ人）であり、多くはヤンゴンやマンダレーといった大都市に居住する。ヒンドゥー教は仏教とも近しい宗教であるため、ミャンマー国内の諸宗教のなかでは比較的信教の自由が保たれている。とはいえ国内におけるヒンドゥー教徒の地位は決して高いものではなく、たとえばヒンドゥー教徒が公務員として高い地位につくことは難しい。

### ユダヤ教
ミャンマーには19世紀に移民したイラク系・インド系住民を中心に、1940年時点で2,500人程度のユダヤ教徒が生活していた。第二次世界大戦期にほとんどのユダヤ人はビルマを去り、1969年には最後のラビが同国を去った。2019年の記事によれば、ミャンマー国内のユダヤ教徒はおよそ10世帯20人にとどまる。ヤンゴンのムスミア・イェシュア・シナゴーグは、ミャンマー唯一のシナゴーグである。

## 民間信仰

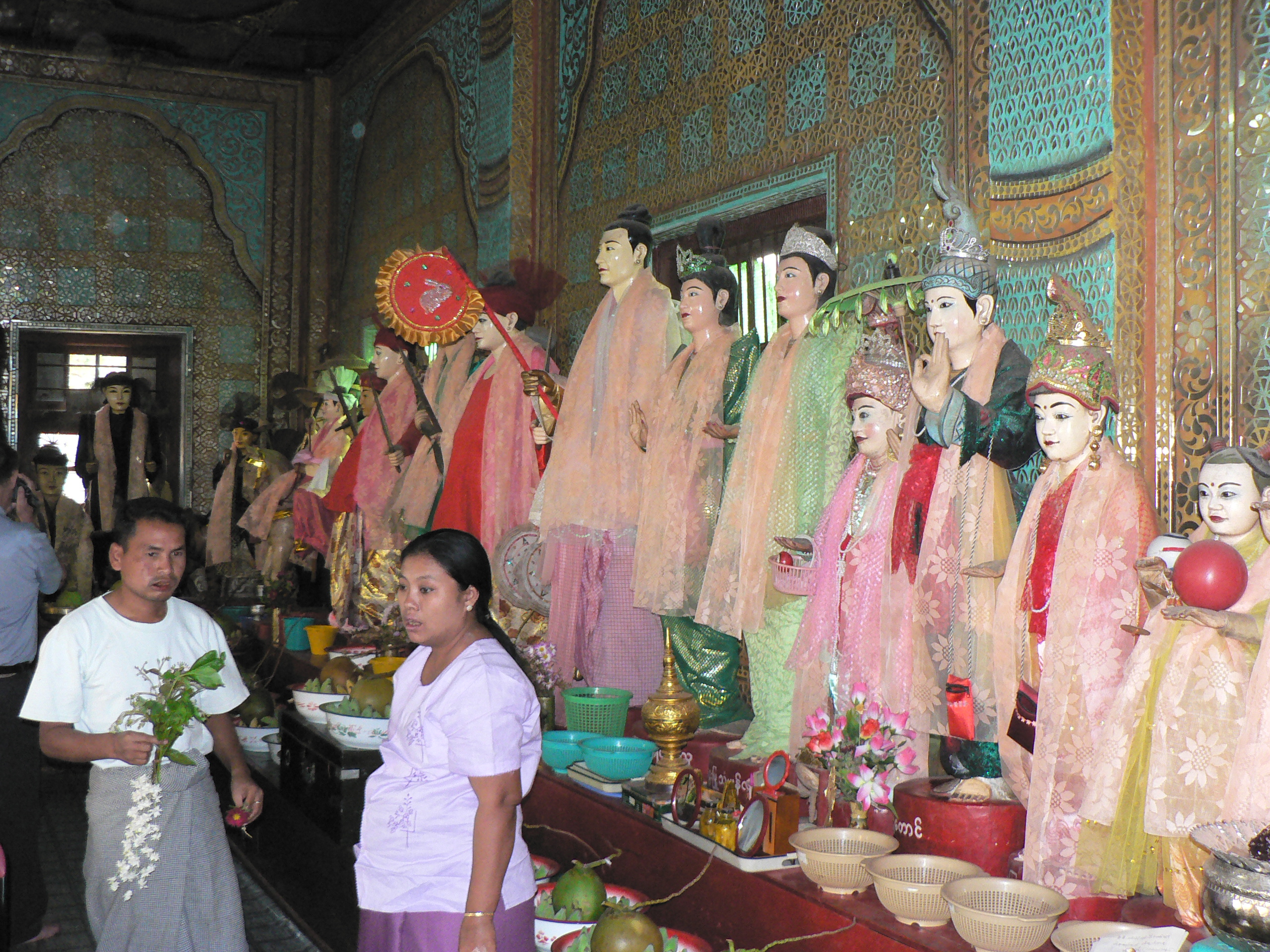
ポッパ山に並ぶナッの像

ミャンマー人の多くは仏教徒であるが、それと同時に民間信仰も根ざしている。ビルマ語において仏教・キリスト教といった体系的な制度宗教はバーダーイェイ（ビルマ語: ဘာသာရေး）と呼称され、超自然的なものに対する民間信仰を指すコーフェグム（ビルマ語: ကိုးကွယ်မှု）とは区別される。また、少数民族のアニミズム的宗教に関しても、バーダーイェイではなくコーフェグムと呼称される。ナッ信仰やウェイザー信仰といったミャンマーの民間信仰はコーフェグムでこそあれ仏教信仰の一部に溶け込んだものであり、これを仏教の一部とみなすかどうかについては、研究者や当事者のあいだでも見解がわかれる。

### ナッ信仰
ナッは、ビルマ語において精霊を指して用いられる言葉であり、帝釈天・梵天といった仏教の神、大樹や竈といったものに宿る精霊、あるいは非業の死をとげた人物の例に大別される。ナッ信仰は仏教よりも下位にあるものと考えられるため、通常ナッを祀る棚は仏棚の下に置かれる。ナッと人間を媒介する役割をになう霊媒者をナッカドー（ビルマ語: နတ်ကတော်、「ナッの妻」）と呼び、現代ミャンマーにおいては男性、あるいはメインマシャー（ビルマ語: မိန်းမလျာ）とよばれる女装した男性（のちに、女性的ではないゲイもメインマシャーとなった）がこの役割を担う。

### ウェイザー信仰
ウェイザーは、錬金術や護符の術といった術を用いることができる、修行を通じて超自然的な能力をもつに至った僧侶を指す言葉であり、ボーボーアウンやボーミンガウンといった人物が著名である。ウェイザーはトゥエヤッパウ（ビルマ語: ထွက်ရပ်ပေါက်）ともよばれ、「トゥエヤッパウになる」ということがどういうことであるかについては、仏教的世界観に忠実に、阿羅漢になることであるという考えや、単に超自然的な力を自由に用いることができるようになるとする考えなど、様々な解釈がある。ウェイザー信仰は伝統的にはガインとよばれる僧団を単位にしておこなわれていたが、ネウィン時代にこうした僧団は禁じられ、それ以来は個人でウェイザーを信じる者も多い。